# 范廷楷
范廷楷（1705年—1762年），字端植，号怡云。山东诸城人。清朝政治人物。

## 生平
生于康熙四十四年（1705年）五月三十日申时。雍正甲寅科拔贡，雍正十三年乙卯科举人顺天府第一百六十二名，乾隆元年丙辰科进士，会试第一百四十五名，殿试第二甲第二十二名。
授户部福建司主事，升江南司员外郎，进陕西司郎中。历任顺天东路分府遵化直隶州知州。诰授奉直大夫，例授中宪大夫。前掌福建道协理，陕西道监察御史，掌广东道监察御史，乙丑会试内帘监试，巡视北城户科掌印给事中，钦命巡视漕运仓务，钦差江西抚州府查办事件，补授江西按察使，署理江西布政使。终于乾隆二十七年（1762年）闰五月二十八日巳时，享年五十八岁，其墓在今诸城市孙村东南原。
崇祀抚州府名宦祠，传载县志。

## 家庭
- 妾：都昌縣知縣顧絅所呈送[1]。